# Cefalotin
Cefalotin (INN) /ˌsɛfəˈloʊtɪn/ hoặc cephalothin (USAN) /ˌsɛfəˈloʊθɪn/ là một thế hệ thứ nhất cephalosporin kháng sinh. Đó là cephalosporin đầu tiên được bán trên thị trường (1964) và tiếp tục được sử dụng rộng rãi. Đây là một thuốc tiêm tĩnh mạch có phổ kháng khuẩn tương tự như cefazolin và thuốc uống cefalexin. Cefalotin natri được bán trên thị trường dưới tên Keflin (Lilly) và dưới tên thương mại khác.